# آرتوش و زائور
آرتوش و زائور (ترکی آذربایجانی: Artuş və Zaur) رمانی نوشته علی اکبر اهل جمهوری آذربایجان است که در سال ۲۰۰۹ به چاپ رسیده‌است. کتاب راوی داستان دو مرد تخیلی است: آرتوش سارویان، یک ارمنی و زائور جلیلف، یک آذربایجانی. کتاب به خاطر مناقشه ایجاد شده بین جمهوری آذربایجان و ارمنستان بر سر ناگارنو-قره‌باغ و تابو بودن همجنسگرایی در دو کشور، در حالی که در اوایل قرن بیست و یکم قانون شده بود، جنجال‌برانگیز شده‌است.